# Dappula II
Dappula III (Uda) fou rei d'Anuradhapura (Sri Lanka) resident en la major part del regnat a Polonnaruwa, del 807 al 812. Era fill i successor de Mahinda II.
A l'inici del seu regnat els caps del nord-est de l'illa es van revoltar i va enviar el seu fill i al comandant en cap de l'exèrcit contra els rebels mentre ell va romandre a Mineriya on es trobava casualment a l'inici de la revolta; el seu fill i el comandant en cap es va unir als rebels; llavors va agafar en persona el comandament del principal cos del seu exèrcit i va marxar contra els rebels i traïdors i els va derrotar a Duralissa; el seu fill, el comandant en cap i altres caps rebels van morir a la lluita. Llavors el rei va tornar a Polonnaruwa, on va residir la resta del seu regnat
Durant aquest temps Mahinda, Datasiva, fill d'un dels caps de Ruhunu, va anar a la cort del rei demanant el seu ajut contra el seu pare. El rei el va acollir molt be i buscant un aliat a Ruhunu, li va donar a la seva filla Deva en matrimoni; també li va donar diners i soldats per ajudar-lo a prendre el poder; mercès a aquesta ajuda Datasiva va derrotar el seu pare que es va haver de refugiar a l'Índia.
En el seu regnar es van construir dos grans hospitals, un a Polonnaruwa i un altre a Pandaviya. Hospitals per coixos es van construir en diverses parts del país. Nombrosos vihares foren construïdes o reparades i dotades pel rei i la seva reina Sena.
El Mahavansa el descriu com un rei molt il·lustrat; va imposar predicar les doctrines a les tres cases principals dels monjos i va obligar els monjos a acceptar el seu oferiment de bols d'almoines forjats en ferro, no oblidant res en el camp de la caritat; a les dones pobres de bona reputació els va donar joies i a les que ho necessitaven els donava menjar principalment a la nit; també va disposar camps pels ramats, menjar per pollastres, gallines i ocells i arròs fregit barrejat amb sucre i mel pels nens.
El rei va fer compilar en llibres tots els judicis importants celebrats a palau per assegurar que les sentencies no foren pervertides per corruptes.
Va morir després de cinc anys de regnat. El va succeir el seu fill Mahinda III (Dhammika Silamegha).